# Världsmästerskapen i konståkning 1966
Världsmästerskapen i konståkning 1966 avgjordes i Davos i kantonen Graubünden i Schweiz under perioden 22-27 februari 1966. 

## Resultat

### Herrar
| Placering | Namn               | Nation          | Placeringar |
| --------- | ------------------ | --------------- | ----------- |
| 1         | Emmerich Danzer    | Österrike       | 11          |
| 2         | Wolfgang Schwarz   | Österrike       | 25          |
| 3         | Gary Visconti      | USA             | 28          |
| 4         | Scott Allen        | USA             | 33          |
| 5         | Nobuo Sato         | Japan           | 46          |
| 6         | Patrick Péra       | Frankrike       | 52          |
| 7         | Donald Knight      | Kanada          | 66          |
| 8         | Ondrej Nepela      | Tjeckoslovakien | 82          |
| 9         | Giordano Abbondati | Italien         | 92          |
| 10        | Jay Humphry        | Kanada          | 106         |
| 11        | Charles Snelling   | Kanada          | 100         |
| 12        | William Chapel     | USA             | 103         |
| 13        | Robert Dureville   | Frankrike       | 106         |
| 14        | Ralph Borghard     | Östtyskland     | 111         |
| 15        | Jenő Ébert         | Ungern          | 124         |
| 16        | Günter Anderl      | Österrike       | 148         |
| 17        | Valerij Mesjkov    | Sovjetunionen   | 157         |
| 18        | Malcolm Cannon     | Storbritannien  | 160         |
| 19        | Tsuguhiko Kozuka   | Japan           | 168         |
| 20        | Bodo Bockenauer    | Västtyskland    | 175         |
| 21        | Hansjörg Studer    | Schweiz         | 185         |

Domare:
- John R. Shoemaker  USA
- Oskar Madl  Österrike
- Néri Valdes  Frankrike
- S. Francis  Kanada
- K. Minami  Japan
- Eugen Romminger  Västtyskland
- Rolf Steinmann  Schweiz
- Sergej Vasiljev  Sovjetunionen
- Zoltán Balázs  Ungern

### Damer
| Placering | Namn                  | Nation          | Placeringar |
| --------- | --------------------- | --------------- | ----------- |
| 1         | Peggy Fleming         | USA             | 9           |
| 2         | Gabriele Seyfert      | Östtyskland     | 22          |
| 3         | Petra Burka           | Kanada          | 23          |
| 4         | Valerie Jones         | Kanada          | 41          |
| 5         | Nicole Hassler        | Frankrike       | 42          |
| 6         | Hana Mašková          | Tjeckoslovakien | 63          |
| 7         | Zsuzsa Almássy        | Ungern          | 67          |
| 8         | Miwa Fukuhara         | Japan           | 63          |
| 9         | Albertina Noyes       | USA             | 83          |
| 10        | Kumiko Okawa          | Japan           | 88          |
| 11        | Uschi Keszler         | Västtyskland    | 101         |
| 12        | Pamela Schneider      | USA             | 105         |
| 13        | Sally-Anne Stapleford | Storbritannien  | 115         |
| 14        | Elisabeth Mikula      | Österrike       | 132         |
| 15        | Roberta Laurent       | Kanada          | 133         |
| 16        | Elisabeth Nestler     | Österrike       | 148         |
| 17        | Jelena Sjeglova       | Sovjetunionen   | 151         |
| 18        | Pia Zürcher           | Schweiz         | 151         |
| 19        | Beate Richter         | Östtyskland     | 170         |
| 20        | Martina Clausner      | Östtyskland     | 176         |

Domare:
- Yvonne S. McGowan  USA
- Joan McLagan  Kanada
- Walter Malek  Österrike
- V. Siegmund  Östtyskland
- Kinuko Ueno  Japan
- Gérard Rodrigues-Henriques  Frankrike
- János Zsigmondi  Västtyskland
- Geoffry Yates  Storbritannien
- Milan Duchón  Tjeckoslovakien

### Paråkning
| Placering | Namn                                      | Nation          | Placeringar |
| --------- | ----------------------------------------- | --------------- | ----------- |
| 1         | Ludmila Belousova / Oleg Protopopov       | Sovjetunionen   | 13          |
| 2         | Tatiana Zhuk / Alexander Gorelik          | Sovjetunionen   | 14          |
| 3         | Cynthia Kauffman / Ronald Kauffman        | USA             | 30          |
| 4         | Margot Glockshuber / Wolfgang Danne       | Västtyskland    | 35          |
| 5         | Sonja Pfersdorf / Günther Matzdorf        | Västtyskland    | 46          |
| 6         | Gudrun Hauss / Walter Häfner              | Västtyskland    | 56          |
| 7         | Irene Müller / Hans-Georg Dallmer         | Östtyskland     | 60          |
| 8         | Monique Mathys / Yves Aellig              | Schweiz         | 80.5        |
| 9         | Heidemarie Steiner / Heinz-Ulrich Walther | Östtyskland     | 87.5        |
| 10        | Agnesa Wlachovská / Peter Bartosiewicz    | Tjeckoslovakien | 89          |
| 11        | Susan Behrens / Roy Wagelein              | USA             | 92          |
| 12        | Mona Szabo / Peter Szabo                  | Schweiz         | 104         |
| 13        | Susan Huehnergard / Paul Huehnergard      | Kanada          | 118         |
| 14        | Gerlinde Schönbauer / Wilhelm Bietak      | Österrike       | 124         |
| 15        | Maria Csorás / Lászlo Kondi               | Ungern          | 131         |

Domare:
- Tatjana Tolmatjeva  Sovjetunionen
- Yvonne S. McGowan  USA
- Rolf Steinmann  Schweiz
- W Kahle  Västtyskland
- Walburga Grimm  Östtyskland
- Hans Meixner  Österrike
- S. Francis  Kanada
- Klára Kozári  Ungern
- Zdeněk Fikar  Tjeckoslovakien

### Isdans
| Placering | Namn                                    | Nation          | Placeringar |
| --------- | --------------------------------------- | --------------- | ----------- |
| 1         | Diane Towler / Bernard Ford             | Storbritannien  | 9           |
| 2         | Kristin Fortune / Dennis Sveum          | USA             | 17          |
| 3         | Lorna Dyer / John Carrell               | USA             | 17          |
| 4         | Yvonne Suddick / Roger Kennerson        | Storbritannien  | 27          |
| 5         | Brigitte Martin / Francis Gamichon      | Frankrike       | 42          |
| 6         | Janet Sawbridge / Jon Lane              | Storbritannien  | 41          |
| 7         | Gabriele Rauch / Rudi Matysik           | Västtyskland    | 53          |
| 8         | Jitka Babická / Jaromir Holan           | Tjeckoslovakien | 53          |
| 9         | Carole Forrest / Kevin Lethbridge       | Kanada          | 59          |
| 10        | Ljudmila Pakhomova / Viktor Ryzhkin     | Sovjetunionen   | 68          |
| 11        | Susan Urban / Stanley Urban             | USA             | 79          |
| 12        | Gail Snyder / Wayne Palmer              | Kanada          | 91          |
| 13        | Annerose Baier / Eberhard Rüger         | Östtyskland     | 92.5        |
| 14        | Susanna Carpani / Sergio Pirelli        | Italien         | 98          |
| 15        | Edith Mató / Karoly Csanády             | Ungern          | 94.5        |
| 16        | Christel Trebesiner / Herbert Rothkappl | Österrike       | 111         |

Domare:
- Pamela Davis  Storbritannien
- John R. Shoemaker  USA
- Milan Duchón  Tjeckoslovakien
- Dorothy Leamen  Kanada
- Lysiane Lauret  Frankrike
- Klára Kozári  Ungern
- Hans Kutschera  Österrike